# White Album (visual novel)
White Album (Nhật: ホワイトアルバム Hepburn: Howaito Arubamu) là một visual novel Nhật Bản dành cho người lớn được phát triển bởi Leaf và phát hành ngày 1 tháng 5 năm 1998  trên hệ điều hành Microsoft Windows của máy tính cá nhân (PC) như một đĩa CD-ROM. Một phiên bản PlayStation 3  do Aquaplus công bố với một số sửa đổi đã được phát hành vào năm 2010. Phần tiếp theo của visual novel có tựa đề White Album 2 được phát hành vào năm 2010 và 2011.
Lối chơi của White Album theo một cốt truyện tuyến tính, kịch bản và các khóa học tương tác được xác định trước, và tập trung vào sự hấp dẫn của các nhân vật nữ chính.
White Album đã được chuyển tiếp sang các phương tiện truyền thông khác. Một manga cùng tên minh họa bởi Chako Abeno bắt đầu phát hành trên tạp chí shōnen Dengeki Daioh vào tháng 8 năm 2008. Một anime được sản xuất bởi Seven Arcs bắt đầu phát sóng tại Nhật vào ngày 03 tháng 1 năm 2009. Các nhân vật từ White Album cũng  là đặc trưng như nhân vật đối tác Aquapazza: Aquaplus Dream Match, một game đối kháng được phát triển bởi Aquaplus với các nhân vật từ các trò chơi  khác của Leaf.